# Michael Hughes (Fußballspieler)
Michael Eamon Hughes (* 2. August 1971 in Larne) ist ein ehemaliger nordirischer Fußballspieler und -trainer. Als Mittelfeldspieler absolvierte er 71 Länderspiele für Nordirland und war darüber hinaus in der Premier League mit West Ham United, dem FC Wimbledon und Crystal Palace für drei Londoner Vereine aktiv.

## Sportlicher Werdegang

### Vereinskarriere
Hughes begann die fußballerische Laufbahn in seiner nordirischen Heimat bei den Carrick Rangers, bevor es ihn im August 1988 zum englischen Zweitligisten Manchester City zog. Dort gelang seiner neuen Mannschaft zwar auf Anhieb der Aufstieg in die höchste englische Spielklasse, aber mit gerade einmal zwei Profiligaeinsätzen in den ersten drei Jahren kam er über eine Statistenrolle nicht hinaus. Erst in der Saison 1991/92 war Hughes mit 24 Ligapartien ein wichtigerer Teil der „Citizens“, aber für seine persönliche Weiterentwicklung entschied er sich für einen Wechsel nach Frankreich. Zu Beginn der 1990er-Jahre zog es einige Spieler aus dem englischen Fußball nach Italien und Frankreich und so ließ sich auch Hughes von Trainer Gilbert Gress zu einem Engagement beim Erstligaaufsteiger Racing Straßburg überzeugen. Nach zwei guten Jahren mit 70 Erstligaeinsätzen und neun Toren sorgte der Trainerwechsel hin zu Daniel Jeandupeux (später Jacky Duguépéroux) dafür, dass Hughes mit der damit einhergehenden Veränderung der Spielweise nicht Schritt hielt. Seine Form verschlechterte sich und Ende November 1994 stimmte sein Klub einem Ausleihgeschäft mit dem englischen Erstligisten West Ham United unter Trainer Harry Redknapp zu.
Hughes, der als Flügelspieler und „Linksfüßer“ auf beiden Seiten eingesetzt werden konnte und mit Schnelligkeit überzeugte, fügte sich auf Anhieb mit guten Leistungen in der Premier League ein und wurde vor allem am letzten Spieltag landesweit bekannt, als er ein Tor zum 1:1-Remis gegen Manchester United beisteuerte, das mitverantwortlich dafür war, dass „United“ die englische Meisterschaft verpasste. Nach einem weiteren Jahr als Leihspieler wurde Hughes im Juli 1996 „fest“ verpflichtet, wobei er zum ersten britischen Spieler wurde, der nach der Bosman-Entscheidung ablösefrei wechseln konnte. Gut ein Jahr später zog Hughes im September 1997 weiter zum Ligakonkurrenten FC Wimbledon, dessen Trainer Joe Kinnear 1,6 Millionen Pfund für die Verpflichtung investierte.
Die ersten Jahre verliefen zunächst wie erwartet und Hughes wurde zu einem wichtigen Bestandteil einer Mannschaft, die sich erfolgreich gegen den Abstieg wehrte. Nach dem letztlich verlorenen Kampf um den Klassenerhalt im Jahr 2000 begann sich das Blatt zu wenden. Ende März 2002 wechselte Hughes schließlich auf Leihbasis zum Zweitligakonkurrenten Birmingham City, mit einer zusätzlichen Kaufverpflichtung im Falle eines Aufstiegs. Als Birmingham dann tatsächlich über einen Playoff-Erfolg den Einzug in die Premier League sicherstellte, trat der Verein von dieser Vereinbarung zurück, nachdem sich Hughes zwischenzeitlich am Knöchel verletzt hatte. Da auch der FC Wimbledon sich nicht bereit erklärte, Hughes zurückzunehmen, blieb dieser mehr als ein Jahr lang ohne Einkünfte als Spieler. Erst im Oktober 2003 konnte Hughes seine Karriere beim Zweitligisten Crystal Palace fortsetzen.
Bei Crystal Palace entwickelte sich Hughes schnell zum Publikumsliebling und nach dem Aufstieg im Jahr 2004 (nach einem Playoff-Finalsieg gegen seinen Ex-Klub West Ham United) wurde er zum Mannschaftskapitän befördert. Es folgte der direkte Wiederabstieg und nach einem weiteren Jahr als Zweitligastammspieler verlor er neben dem Kapitänsamt an Carl Fletcher auch seinen Stammplatz in der Mannschaft und wurde im Mai 2007 für einen Wechsel freigestellt. Nach einem Intermezzo bei Coventry City unter seinem Ex-Trainer Iain Dowie in der Saison 2007/08 endete seine Profilaufbahn, nachdem Dowies Nachfolger Chris Coleman den Einjahresvertrag nicht verlängern wollte. Als letzte aktive Station wurde für Hughes St Neots Town notiert. Dort arbeitete er auch als Trainer-Assistent mit seinem ehemaligen Mannschaftskameraden Steve Lomas zusammen. Nach seiner Rückkehr in die nordirische Heimat trainierte er zwischen 2011 und 2013 die Carrick Rangers, an denen er auch die Mehrheitsanteile übernommen hatte.

### Nordirische Nationalmannschaft
Hughes galt als eine der zentralen Säulen in der nordirischen Nationalmannschaft der 1990er-Jahre und erlangte Bekanntheit aufgrund seiner Führungstore gegen Deutschland in den Jahren 1992 und 1997 (Endstand jeweils 1:1 und 1:3). Insgesamt absolvierte er 71 Länderspiele zwischen 1991 und 2004 und schoss fünf Tore. Sein letzter Auftritt gegen Wales (2:2) endete vorzeitig nach einer Auseinandersetzung mit Robbie Savage mit einer roten Karte.